# Patriotyczna Partia Asyrii
Patriotyczna Partia Asyrii – utworzona w 1973 r. organizacja polityczna reprezentująca interesy asyryjskiej grupy narodowościowej. Jej militarnym skrzydłem (w pewnej części) jest utworzona w 2014 r. Milicja Poświęconych.